# Stazione di Aohori
La stazione di Aohori (青堀駅?, Aohori-eki) è una stazione ferroviaria situata nella città di Kimitsu, nella prefettura di Chiba in Giappone, ed è servita dalla linea linea Uchibō della JR East.

## Linee
East Japan Railway Company
■ Linea Uchibō

## Struttura
La stazione è dotata di un marciapiede a isola centrale con due binari passanti collegati al fabbricato viaggiatori da una passerella sopraleevata.
| 1 | ■ Linea Uchibō | per Soga, Chiba e Tokyo                 |
| 2 | ■ Linea Uchibō | per Hamakanaya, Tateyama e Awa-Kamogawa |

## Stazioni adiacenti
| «            | Servizio                       | »            |
| Linea Uchibō | Linea Uchibō                   | Linea Uchibō |
| ------------ | ------------------------------ | ------------ |
| Kimitsu      | Locale Rapido Rapido pendolari | Ōnuki        |